# Cadaveri eccellenti
Cadaveri eccellenti is een Italiaanse misdaadfilm uit 1976 onder regie van Francesco Rosi. Het scenario is gebaseerd op de roman Il contesto (1971) van de Italiaanse auteur Leonardo Sciascia.

## Verhaal
Inspecteur Amerigo Rogas heeft een rotsvast vertrouwen in de onkreukbaarheid van het justitiële apparaat. Dat vertrouwen krijgt een lelijke knauw, wanneer hij het onderzoek leidt naar een reeks moorden binnen de Italiaanse magistratuur. Door de zaak komt hij bovendien een politiek complot op het spoor.

## Rolverdeling
| Acteur          | Personage                          |
| --------------- | ---------------------------------- |
| Lino Ventura    | Inspecteur Amerigo Rogas           |
| Tino Carraro    | Politiechef                        |
| Paolo Bonacelli | Dr. Maxia                          |
| Alain Cuny      | Rechter Rasto                      |
| Maria Carta     | Mevrouw Cres                       |
| Luigi Pistilli  | Cusan                              |
| Max von Sydow   | Voorzitter van het Hooggerechtshof |
| Charles Vanel   | Openbaar aanklager                 |
| Marcel Bozzuffi | de luiaard                         |